# باتريك تورونن
باتريك تورونن (بالفنلندية: Patrik Turunen)‏ هو لاعب كرة قدم فنلندي في مركز الدفاع، ولد في 1 يوليو 1988 في كووبيو في فنلندا. لعب مع كووبيون بالوسيورا.